# Ros (flod)

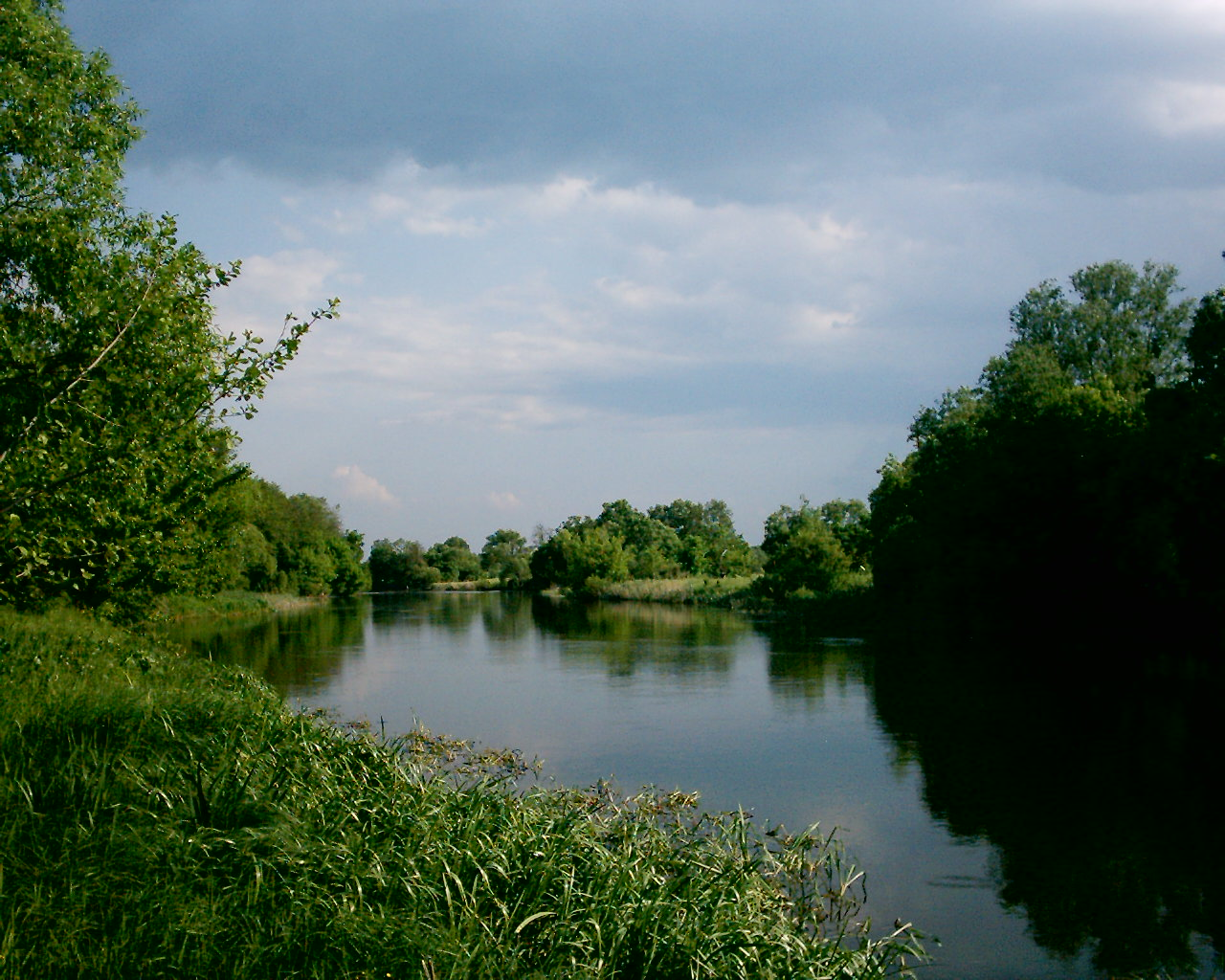
Ros i närheten av Sukholesi.

Ros (ukrainska och ryska: Рось) är en 346 kilometer lång höger biflod till Dnepr i Ukraina. Floden rinner upp vid byn Ordyntsi i distriktet Pohrebysjtjenskyj i Vinnytsia oblast och rinner ut i Dnepr vid dess västra strand vid Krementjukreservoaren. Avrinningsområdet är 12 575 km². Floden används för konstbevattning och kraftproduktion och är kraftigt förorenad.
Härledning av flodnamnet Ros har framställts som alternativ teori till etymologin bakom Rus och i förlängningen därmed även Ryssland.